# Madris
Madris o Val Madris (, toponimo romancio) è una valle e una frazione di circa 11 abitanti dei comuni svizzeri di Avers, nella regione Viamala, e di Bregaglia, nella regione Maloja (Canton Grigioni) .

## Geografia fisica
La valle è una laterale di quella del Reno di Avers; sono presenti vari alpeggi, tra i quali Stettli e Höjahus.

## Storia
La bassa valle, già popolata in età romana, fu colonizzata dai Walser nel XIII-XIV secolo; l'alta valle fu colonizzata attraverso il pass da Lägh da genti provenienti dalla Valtellina nel XIV secolo e tra il 1372 e il 1412 fu venduta a Soglio.

## Economia
L'economia locale trae impulso principalmente dall'agricoltura.